# Fabián Estoyanoff
Fabián Larry Estoyanoff Poggio, mest känd som Fabián Estoyanoff, född 27 september 1982 i Montevideo i Uruguay, är en uruguayansk fotbollsspelare som för närvarande är på lån hos Real Valladolid från Valencia. Han spelar även för Uruguays landslag. Han har även italienskt pass.
Estoyanoffs farfar Dimitar Stoyanov var en bulgarisk bonde från Sofiadalen som emigrerade till Uruguay under Balkankrigen (1912–1913).
Estoyanoff påbörjade sin karriär i CA Fénix 2000 och var utlånad till CA Peñarol mellan 2001 och 2003. När han lämnade Fénix 2005 gick han till Valencia CF där han än så länge inte har fått spela någon proffsmatch utan har varit utlånad till Cádiz, Deportivo de La Coruña och numera Real Valladolid i spanska Primera División.

## Fotnoter
1. ↑  ”Artikel”. Asociación de Periodistas Hispanohablantes en Bulgaria (bulgariska). 23 oktober 2005. Arkiverad från originalet den 9 oktober 2007. https://web.archive.org/web/20071009221920/http://www.hispanoperiodistas.com/text.asp?pub_id=781. Läst 7 oktober 2007.